# Domhnall Ua Buachalla
Domhnall Ua Buachalla (em inglês:  Daniel Richard (Donal) Buckley; 5 de fevereiro de 1866 – 30 de outubro de 1963) foi um político e comerciante irlandês, membro da An Chéad Dáil que serviu como terceiro e último Governor-Geral do Estado Livre Irlandês e depois fez parte do Conselho de Estado da Irlanda.